# Ostatovica
Ostatovica (izvirno srbsko Остатовица) je naselje v Srbiji, ki upravno spada pod Občino Babušnica; slednja pa je del Pirotskega upravnega okraja.

## Demografija
V naselju živi 80 polnoletnih prebivalcev, pri čemer je njihova povprečna starost 57,3 let (51,8 pri moških in 61,8 pri ženskah). Naselje ima 40 gospodinjstev, pri čemer je povprečno število članov na gospodinjstvo 2,08.
To naselje je, glede na rezultate popisa iz leta 2002, večinoma srbsko.
|  |

| Demografija | Demografija     | Demografija     |
| Leto        | Št. prebivalcev | Št. prebivalcev |
| ----------- | --------------- | --------------- |
|             |                 |                 |
|             |                 |                 |
|             |                 |                 |
|             |                 |                 |
| 1948        | 867             |                 |
| 1953        | 871             |                 |
| 1961        | 805             |                 |
| 1971        | 593             |                 |
| 1981        | 360             |                 |
| 1991        | 165             | 164             |
| 2002        | 85              | 83              |
|             |                 |                 |

| Etnična sestava po popisu iz leta 2002 | Etnična sestava po popisu iz leta 2002 | Etnična sestava po popisu iz leta 2002 | Etnična sestava po popisu iz leta 2002 | Etnična sestava po popisu iz leta 2002 |
| -------------------------------------- | -------------------------------------- | -------------------------------------- | -------------------------------------- | -------------------------------------- |
| Srbi                                   | Srbi                                   |                                        | 82                                     | 98,79%                                 |
| Neznano                                | Neznano                                |                                        | 1                                      | 1,20%                                  |